# Zakho
Zakho ( curdo: Zaxo, زاخو; árabe: زاخو; sírio-aramaico:  ܙ ܟ ܼ ܘ) é um distrito e uma cidade no norte do Iraque, na região do Curdistão, próximo à fronteira com a Turquia. 
A cidade tem cerca de 220 mil habitantes, estimados para 2012.. Estima-se que pode ter começado originalmente em uma pequena ilha no rio Khabur que atualmente corre pela cidade. 

## Geografia
O rio Khabur flui no oeste de Zakho para formar a fronteira entre a Turquia e o Iraque, e flui também no Rio Tigre. Os rios mais importantes do distrito de Zakho são também o rio Zeriza, o rio Seerkotik e o rio Khabur.